# Caravaggio (film)
Pour les articles homonymes, voir Caravaggio.
Pour plus de détails, voir Fiche technique et Distribution.
Caravaggio est un film britannique réalisé par Derek Jarman, sorti en 1986, inspiré par la vie du peintre baroque italien Le Caravage.

## Synopsis
Le film de Jarman s'intéresse au triangle amoureux entre Caravage, Lena et Rannuccio. Caravage avait l'habitude de prendre pour modèles de ses tableaux religieux des gens de la rue, ivrognes et prostituées.

## Fiche technique
- Titre : Caravaggio
- Réalisation : Derek Jarman
- Scénario : Derek Jarman, d'après une idée de Nicholas Ward-Jackson
- Photographie : Gabriel Beristain
- Musique : Simon Fisher-Turner
- Montage : George Akers
- Producteur : Sarah Radclyffe
- Société de production : British Film Institute
- Distribution : Cinevista, Zeitgeist Films
- Budget : 450 000 £ (estimation)
- Pays d’origine : Royaume-Uni
- Langue : anglais
- Format : 1,85:1
- Durée : 93 min
- Date de sortie : 1986

## Distribution
- Tilda Swinton : Lena
- Nigel Terry : Caravaggio
- Sean Bean : Ranuccio
- Simon Fisher-Turner (en) : Fra Fillipo
- Dawn Archibald : Pipo
- Jack Birkett : le Pape
- Sadie Corre : Princesse Collona
- Una Brandon-Jones : femme en pleurs
- Imogen Claire : dame aux bijoux
- Robbie Coltrane : Scipione Borghese
- Garry Cooper (en) : Davide
- Lol Coxhill : vieux prêtre
- Nigel Davenport : Giustiniani
- Vernon Dobtcheff : amateur d'art
- Terry Downes : garde
- Dexter Fletcher : Caravaggio jeune

## Commentaires
- Caravaggio est le premier film où Tilda Swinton travaille avec Jarman.